# اعتراضات ۱۴۰۱ کارگران ایران
اعتراضات ۱۴۰۱ کارگران ایران مجموعه اعتراضات کارگران ایرانی در مطالبه بهبود وضعیت شغلی، افزایش دستمزدها و پرداخت حقوق معوقه است.

## روز شمار اعتراضات

### اردیبهشت
جمعه ۱۶ اردیبهشت برخی از کارگران قرارداد فصلی با شرکت غار علیصدر در همدان تجمع اعتراضی کردند. تبدیل وضعیت پرسنل فصلی، تأمین نیرو و قراردادی و همچنین همسان سازی حقوق پرسنل با سایر شرکت‌های مشابه خواسته گروه‌های کارگری این شرکت می‌باشد.

### خرداد
یکشنبه ۱ خرداد، کارگران شهرداری یاسوج در اعتراض به عقب افتادن دستمزد ۵ ماهه خود، در مقابل استانداری کهگیلویه و بویراحمد دست به تجمع زدند.
به گفته یکی از کارگران: ۱۲ ساعت کار می‌کنیم، پول کرایه نداریم، مجبوریم مسیر را پیاده برویم. اگر اعتراض هم بکنیم به اخراج تهدیدمان می‌کنند. بنا به گزارش رسانه‌ها، شهردار یاسوج کارگران را تهدید به پایان دادن به این تجمع اعتراضی کرده‌است.
چهارشنبه ۴ خرداد، جمعی از کارگران قرار داد موقت وزارت نفت، در مقابل این وزارتخانه دست به تجمع اعتراضی زدند. این کارگران گفتند که طی ده سال اخیر، طبق مصوبات شورای عالی کار و قانون کار افزایش‌های سالانه را دریافت نکرده و اکنون باوجود افزایش ۵۷٫۴ درصدی در سال جاری، به مدت ۱۰ سال مابه‌التفاوت افزایش حقوق را طلبکار هستیم.
سه‌شنبه ۱۰ خرداد، تعدادی از کارگران مجتمع کشت و صنعت کارون شوشتر در مقابل این مجتمع در اعتراض به عملی نشدن رای انفصال از خدمت مدیرعامل تجمع کردند.
پنجشنبه ۱۲ خرداد، کارگران شرکت صنایع شیشه آذر تبریز در اعتراض به عدم پرداخت به موقع دستمزد و معوقات حقوق چندین ماه گذشته در مقابل این شرکت دست به تجمع زدند.
چهارشنبه ۱۱ خرداد، تعدادی از کارگران مجتمع کشت و صنعت کارون شوشتر، در مقابل ساختمان اداری این کارخانه برای دومین روز جهت کسب مطالبات خود دست به تجمع زدند.
چهارشنبه ۱۱ خرداد، شماری از کارگران شرکت صنایع آذرآب، در اعتراض به نداشتن کار در شرکت و معوقات ۲ ماهه، برای دو روز متوالی در محوطه این کارخانه دست به تجمع زدند.
شنبه ۱۴ خرداد، کارگری بنام مجید بهجت نژاد، متأهل و پدر ۳ فرزند به دلیل مشکلات معیشتی دست به خودسوزی زد. او پس از خودسوزی در بیمارستان یاسوج به کما رفته و جان خود را از دست داد.
شنبه ۲۱ خرداد، گروهی از کارگران مربوط به شرکت‌های زیرمجموعه هلدینگ داروگر، شامل کارخانه داروگر تهران و شرکت تولیدی تولی پرس قزوین در محوطه این کارخانه‌ها دست به تجمع اعتراضی زدند.
یکشنبه ۲۲ خرداد عده‌ای از کارگران کارخانه داروگر تهران، از شرکت‌های زیرمجموعه هلدینگ داروگر، برای دومین روز پی در پی در محوطه این کارخانه تجمع اعتراضی بر پا کردند.
شنبه ۲۸ خرداد، گروهی از کارگران شهرداری خرمشهر، در اعتراض به دریافت نکردن حقوق و مطالبات چند ماهه خود، اعتصاب کرده و در برابر فرمانداری تجمع کردند.
دوشنبه ۳۰ خرداد، گروهی از کارگران شهرداری لالی در استان خوزستان، به دلیل عدم دریافت معوقات مزدی و بیمه‌ای خود تجمع اعتراضی بر پا کردند.
سه‌شنبه ۳۱ خرداد، اعتصاب کارگران شاغل در شهرک‌های صنعتی محمودآباد، دولت‌آباد، بختیاردشت، میمه، رضوان‌شهر، نجف‌آباد و دوشاخ، برای چهارمین روز پی درپی ادامه داشت. شب دوشنبه ۳۰ خرداد نیز عده‌ای از کارگران شهرداری ایلام جلو واحد موتوری این شهرداری تجمع اعتراضی بر پا کردند. علاوه بر این، شماری از کارگران آرماتوربند پیمانی نیز در یکی از پارک‌های کرمانشاه تجمع اعتراضی داشتند.

### تیر
چهارشنبه ۱ تیر، کارگران داربست فاز ۱۴ عسلویه، کارگران پروژهٔ پتروپالایش کنگان، کارگران پتروشیمی کیان، کارگران سایت‌های ۱ و ۲ پروژهٔ پتروشیمی در بوشهر، کارگران پتروشیمی دماوند و کارگران داربست مربوط به پروژهٔ پتروشیمی آرین متانول، در اعتراض به عدم رسیدگی به درخواست‌های خود با فراخوان از قبل، به کارشان توقف زده و اعتصاب کردند. همچنین در چهارشنبه ۱ تیرماه ۱۴۰۱، عده‌ای از کارگران مجتمع کشت و صنعت کارون شوشتر به عدم دریافت حقوق تجمع کردند.
پنجشنبه ۲ تیر، اعتصاب کارگران داربست‌بند (اسکافلدبند) که در صنایع نفت، گاز و پتروشیمی مشغول به کار هستند، به بیش از ۲۲ شرکت و پتروشیمی گسترش پیدا کرد.
شنبه ۴ تیرماه، گروهی از کارگران کارخانه داروگر تهران، به علت عدم رسیدگی به مطالباتشان، شامل پرداخت مطالبات مزدی، معوقات بیمه‌ای، تأمین امنیت شغلی، تعیین تکلیف وضعیت و مدیریت کارخانه تجمع اعتراضی برگزار کردند.
شنبه ۴ تیرماه، جمعی از کارگران راه‌آهن مربوط به شرکت رضوان درود، در مقابل ایستگاه راه‌آهن محمد حسن‌زاده در شهرستان زرند کرمان، تجمع اعتراضی بر پا کردند. همچنین کارگران پیمانی نفت، گروهی از کارگران داربست‌بند پیمانکاری سلحشور که در پروژه «آی جی سی» فاز ۱۴ پارس جنوبی، مشغول به کار هستند، در اعتراض به عدم رسیدگی به درخواست‌های خود، اعتصاب کردند.
یکشنبه ۵ تیرماه، کارگران عایق‌بند مخازن سرد شاغل در پتروشیمی هنگام، با درخواست افزایش دستمزد اعتصاب کردند.
دوشنبه ۶ تیر، کارگران شرکت ایران افق (پایدار غرب آبان و تعمیرات چشمه خوش) در اعتراض به پرداخت‌نشدن درخواست‌های مزدی خود به کار توقف زده و اعتصاب کردند.
دوشنبه ۶ تیرماه، کارگران اورهال در پالایشگاه نفت تهران در اعتراض به افزایش اجباری ساعات کاری‌شان به کارخود توقف زده و اعتصاب کردند.
سه شنبه ۷ تیر، کارگران اورهال پالایشگاه نفت تهران در ادامه اعتصاب خود در محوطه این شرکت خواستار رسیدگی به درخواست‌های خود شدند. اضافه شدن اجباری ساعات کار و دستمزدهای پایین از دلایل اعتراض این کارگران می‌باشد.
از روز یکشنبه ۱۲ تیرماه کارگران و کارکنان شهرداری زرنه از توابع شهرستان ایوان در استان ایلام در اعتراض پرداخت نشدن مطالبات‌شان اعتصاب کردند. مطالبات این کارگران عبارتند از: ۵۳ ماه بیمه معوقه، ۷ ماه حقوق معوقه پرداخت‌نشده، معوقات چند سال صندوق بازنشستگی و مطالبات معوقه اضافه‌کاری، مأموریت و تعطیل کاری از سال ۹۴ تاکنون.
سه شنبه ۱۴ تیرماه، جمعی از کارگران حد اقل ۵ شرکت مجتمع مس سونگون ورزقان از جمله در «آهن‌آجین، مبین، نوآوران، زحل و ندای رهاوی»، به دنبال بازداشت دو نفر از همکاران‌شان و عدم رسیدگی به دیگر درخواست‌های خود اعتصاب کرده و در محل کار تجمع اعتراضی بر پا کردند. کارگران این مجتمع، ماه‌ها است که اجرای همسان‌سازی حقوق با کارگران رسمی و کارگران سایر معادن را با اعتراضات و اعتصابات پی در پی دنبال می‌کنند و همچنین خواستار اجرای کامل و صحیح طبقه‌بندی مشاغل می‌باشند، اما تاکنون مدیریت مجتمع و شرکت‌های پیمانکاری به خواسته‌های این کارگران پاسخ نداده‌اند.
سه شنبه ۱۴تیر، جمعی از کارگران سد شفارود در شهرستان رضوانشهر در برابر درب ورودی ساختمان فرمانداری دست به تجمع اعتراضی زدند.
چهارشنبه ۱۵ تیر، کارگران شاغل در شرکت‌های پیمانکاری مجتمع مس سونگون ورزقان در ادامه تجمع دیروز تجمعی بر پا کردند.
در جریان تجمع روز گذشته ۱۴ تیر، دو تن از کارگران همین شرکت‌ها توسط نیروهای امنیتی دستگیر و به مکان نامعلومی انتقال یافتند.
پنجشنبه ۱۶ تیر، اعتصاب و تجمع اعتراضی کارگران مجتمع مس سونگون ورزقان برای سومین روز پی در پی انجام گرفت. این تجمع اعتراضی با دخالت نیروهای انتظامی به ضرب و شتم و بازداشت کارگران معترض انجامید.
همچنین در پنجشنبه ۱۶ تیرماه، قریب به ۲۰ کارگر شهرداری ویسیان در استان لرستان در اعتراض به اضافه‌شدن معوقات مزدی خود اعتصاب کرده و از کار روزانه خود دست کشیدند.
جمعه ۱۷ تیر، کارگران مجتمع سونگون ورزقان برای چهارمین روز پی در پی به اعتصاب خود ادامه دادند. اعتصاب آنها در اعتراض به عدم رسیدگی به مطالباتشان انجام شده‌است. تا کنون از سرنوشت ۶ تن از کارگران دستگیرشده این مجتمع اطلاعی در دست نیست.
سه‌شنبه ۲۱ تیر، جمعی از کارگران پتروشیمی تبریز در مقابل درب ورودی این محل، طی بر گزاری تجمع‌هایی اعتراضی خواهان رسیدگی به درخواست‌های خود شدند.
شنبه ۲۵ تیر، کارگران فضای سبز شهرداری بهبهان در اعتراض به عدم پرداخت مطالبات مزدیشان دست به تجمع زدند.

### مرداد
شنبه ۱ مرداد، جمعی از کارگران گروه ملی صنعتی فولاد اهواز در برابر دفتر یکی از نمایندگان مجلس و در مقابل ساختمان استانداری خوزستان، تجمع‌های اعتراضی برگزار کرده و خواستار رسیدگی به درخواست‌های خود شدند.
یکشنبه ۲ مرداد گروهی از کارگران گروه ملی صنعتی فولاد اهواز در برابر ساختمان استانداری خوزستان برای رسیدگی به خواسته‌های خود تجمع اعتراضی بر پا کردند. آنها با دادن شعار «کارگر می‌میرد، ذلت نمی‌پذیرد» خواستار اضافه‌شدن حقوق و دست‌مزد و اجراشدن طرح طبقه‌بندی مشاغل بودند.
دوشنبه ۳ مرداد، گروهی از کارگران و کارکنان شرکت تولی‌پرس قزوین در مقابل دفتر استانداری این شهر طی برگزاری یک تجمع اعتراضی خواهان رسیدگی به درخواست‌های خود شدند.
سه‌شنبه ۴ مرداد، شماری از کارگران شرکت مادیران در شهرک صنعتی هشتگرد نسبت به ساعت کاری بالا، سطح پایین حقوق و کاهش مزایا تجمع اعتراضی برگزار کرده و خواستار رسیدگی به درخواست‌های خود شدند.
سه‌شنبه ۴ مرداد، شماری از کارگران خدماتی و فضای سبز شهرداری نیشابور در برابر ساختمان شهرداری این شهر، با برگزاری تجمع اعتراضی خواستار رسیدگی به درخواست‌های خود شدند.
چهارشنبه ۵ مرداد، جمعی از کارگران شرکت فولاد اهواز برای چندمین روز پی در پی در برابر استانداری خوزستان با برگزاری تجمع اعتراضی خواهان رسیدگی به درخواست‌های خود، شامل اضافه‌شدن دستمزد، برخورداری از مواد اولیه و تجهیزات و حق بدی آب و هوا شدند. آنها در این تجمع شعارهایی مانند «می‌جنگیم، می‌جنگیم، ما کارگران فولاد، علیه ظلم و بیداد» می‌دادند.
شنبه ۸ مرداد، شماری از کارگران کارخانه مواد شوینده داروگر تهران در برابر وزارت تعاون، کار و رفاه اجتماعی برای رسیدگی به درخواست‌هایشان تجمع اعتراضی برپا کردند.
سه شنبه ۱۸ مرداد، جمعی از کارگران نیروگاه برق فردوسی مشهد در مقابل درب این نیروگاه و گروهی از کارگران شرکت آرام پارس که در پتروشیمی هنگام مشغول به کار هستند، دست به اعتصاب زدند و تجمع اعتراضی برگزار کرده خواهان پرداخت حقوق معوقه خرداد ماه خود بودند.
شنبه ۲۲ مرداد، گروهی از کارگران شرکت پالایش و پخش فرآورده‌های نفتی آبادان برای رسیدگی به درخواست‌های خود شامل تعویق در پرداخت حقوق‌ها و تغییر در قوانین مالیاتی در مقابل ساختمان مرکزی این شرکت تجمع اعتراضی برگزار کردند.
یکشنبه ۲۳ مرداد، جمعی از کارگران فضای سبز شهرداری سنندج در اعتراض به دستمزد معوقه پنج ماه گذشته، وضعیت بد معیشتی، عدم پرداخت عیدی سال و بلاتکلیفی در تغییر حالت روز مزد و حجمی به شرکتی در برابر ساختمان شهرداری تجمع اعتراضی برپا کردند.
چهارشنبه ۲۶ مرداد، گروهی از کارگران شرکت معدنی و صنعتی گل‌گهر سیرجان، به علت معوقات مزدی و عدم رسیدگی مسئولان به مطالبات شغلی و معیشتی آنها دست از کار کشیده و اعتصاب کردند.
دوشنبه ۳۱ مرداد، جمعی از کارگران کارخانه تولی پرس قزوین در اعتراض به شرایط شغلی و سایر درخواست‌های‌شان در محوطه محل کار خود، دست به تجمع اعتراضی زدند.

### شهریور
سه شنبه ۱ شهریور، قریب به ۶۰ نفر از کارگران اخراج‌شده شرکت روغن نباتی جهان، در اعتراض به اخراج خود در برابر این شرکت و سپس در جلو استانداری زنجان تجمع اعتراضی بر گزار کردند.
چهارشنبه ۲ شهریور، جمعی از کارگران اخراج شده شرکت روغن نباتی جهان برای دومین روز پی در پی در برابر ساختمان اداره کار شهرستان زنجان، تجمع اعتراضی داشته و با مطرح کردن شکایتی در اداره کار، خواهان رسیدگی به درخواست‌های صنفی، بازگشت به کار و برقراری مستمری بیمه بیکاری خود بودند.
سه شنبه ۱ شهریور، جمعی از کارگران و بازنشستگان کارخانه روغن نباتی نرگس شیراز، در اعتراض به عدم رسیدگی به درخواست‌های‌شان، در این شهر تجمع اعتراضی بر پا کردند.
چهارشنبه ۲ شهریور، جمعی از کارگران کشت و صنعت کارون شوشتر، در اعتراض به عدم رسیدگی به درخواست‌هایشان، در محوطه کار خود تجمع اعتراضی برگزار کردند.
سه شنبه ۸ شهریور، گروهی از کارگران کارخانه آجر جیل در اعتراض به تعطیل‌شدن این کارخانه در برابر ساختمان فرمانداری کارون، تجمع اعتراضی داشتند.
سه شنبه ۸ شهریور، تعدادی از کارگران شهرداری اسالم در استان گیلان در اعتراض به عدم رسیدگی به درخواست‌های مزدی و بیمه‌ای خود در برابر شهرداری این شهر، تجمع اعتراضی داشتند.
سه شنبه ۸ شهریور، گروهی از کارگران خدماتی خط ۳ مترو تهران در پل کالج، در اعتراض به عدم رسیدگی به حقوق معوقه خود، اعتصاب و راهپیمایی اعتراضی برگزار کردند.
یکشنبه ۱۳ شهریور، جمعی از کارگران کارخانه کیان‌تایر در اعتراض به ادامه بلاتکلیفی و عدم پرداخت حقوقشان و دیگر مطالباتشان در محل کار خود با آتش زدن لاستیک، دست به تجمع زدند.
دوشنبه ۱۴ شهریور، شماری از کارگران کارخانه کیان تایر شهرستان اسلامشهر در ادامه تجمع اعتراضی روز قبل با به آتش کشیدن لاستیک خواستار تعیین تکلیف و پرداخت حقوق معوق خود شدند.
سه‌شنبه ۱۵ شهریور، شماری از کارگران کارخانه سیمان اردستان، در اعتراض به عدم رسیدگی به مطالباتشان از جمله عدم دریافت حق سختی کار خود، در مقابل ساختمان اداره کار اردستان تجمع کردند.
یکشنبه ۲۰ شهریور، جمعی از کارگران شهرداری رودبار در اعتراض به عدم پرداخت دو ماه معوقات مزدی سال جاری و ۴ ماه از دست‌مزدهای سال گذشته در این شهرستان تجمع اعتراضی برپا کردند.
یکشنبه ۲۰ شهریور، کارگران پروژه‌های پتروشیمی دنا در عسلویه در اعتراض به پرداخت نشدن دستمزدهای خود، به کار توقف زده و اعتصاب کردند.

### مهر
دوشنبه ۱۸ مهر، کارگران پتروشیمی‌های بوشهر واقع در عسلویه، دماوند، و هنگام، پتروپالایش کنگان وهمچنین فاز دوم پالایشگاه آبادان همزمان با بیست و چهارمین روز اعتراضات سراسری با دادن شعارهای ضد حکومتی دست به اعتصاب زده و محل کارشان را ترک کردند. کارگران در تجمع‌هایی که داشتند شعارهایی مانند: «امسال سال خونه، سیدعلی سرنگونه»، «مرگ بر دیکتاتور» و «نترسید، نترسید، ما همه با هم هستیم» سر دادند. حداقل یازده کارگر معترض در جریان اعتصابات روز دوشنبه عسلویه دستگیر شدند.
سه شنبه ۱۹ مهر، با وجود سرکوب اعتراضات ایران توسط نیروهای امنیتی، اعتصاب کارگران نفت ادامه دارد.
اعتصابات کارگران صنعت نفت ایران، در دومین روز خود سه‌شنبه ۱۹ مهر ادامه یافت.
چهارشنبه ۲۰ مهر در ادامه اعتصاب کارگران صنعت نفت، نیروهای امنیتی و گارد ویژه جمهوری اسلامی ایران با یورش به کارگران اعتصابی و معترض پروژه‌ای صنعت نفت در بوشهر، قریب به ۱۵ تن را بازداشت کردند.
پنجشنبه ۲۱ مهر در تدوام خیزش سراسری، اعتصاب کارگران صنعت نفت و پتروشیمی ایران ادامه یافت و وارد چهارمین روز خود شد. اعتصاب کارگران پالایشگاه‌ها در عسلویه و آبادان نیز همچنان ادامه پیدا کرد.
از روز سه‌شنبه ۲۶ مهر کارمندان کارگاه مرکزی مجتمع گازی پارس جنوبی در عسلویه و کارگران صنعت نیشکر هفت‌تپه به اعتصابات سراسری پیوستند.

### آذر
- ۱۹ مهر ۱۴۰۱ جمعی از کارگران کارخانه داروگر در اعتراض به تأخیر ۵ ماهه در پرداخت مطالبات مزدی مقابل ساختمان وزارت کار تجمع اعتراضی برگزار کردند. این تجمع با وعده پیگیری مسئولان این وزارتخانه خاتمه یافت.[۸۵]